# 태국 왕립 육군

태국 왕립 육군(Royal Thai Army, RTA, 태국어: มท้พบมไทม; RTGS: kong thap bok thai)은 태국의 육군이자 태국 왕립군의 가장 오래되고 규모가 큰 분파이다.

## 예산
2021회계연도 RTA 예산은 2020회계연도 112,815백만 바트에서 감소한 107,662백만 바트이다.

## 같이 보기
- 라오스-태국 국경 분쟁
- 프레아 비히어 사원 분쟁